# Bundesstraße 454
De Bundesstraße 454 (afkorting: B 454) is een 64 kilometer lange bundesstraße in de Duitse deelstaat Hessen.
De weg begint in het zuiden van Niederaula aan de B 62 de aansluiting Cölbe-Alsfeld.
De weg loopt door Niederaula, langs afrit Kirchheim A 7, door Kirchheim Heddersdorf, Frielingen, Gersdorf, Wahlshausen, Oberaula, Asterode, Neukirchen, Rückershausen, Riebelsdorf, Ziegenhain, Schwalmstadt, langs afrit Schwalmstadt A 49, Wiera, Neustadt om ten oosten van Kirchhain aan te sluiten op de B 62 Aansluiting Cölbe-Alsfeld.
Tussen Schalmstedt-Trutzhain en Ziegenhain heeft de weg een gezamenlijk verloop met de B 254 afrit Felsberg A 49-Lauterbach.
B1 · B3 · B7 · B8 · B9 · B10 · B26 · B27 · B35 · B37 · B38 · B39 · B40 · B41 · B42 · B43 · B43a · B44 · B45 · B47 · B48 · B49 · B50 · B51 · B52 · B53 · B54 · B55 · B55a · B56 · B56n · B57 · B58 · B59 · B61 · B62 · B63 · B64 · B65 · B66 · B66n · B67 · B68 · B70 · B80 · B83 · B84 · B219 · B220 · B221 · B223 · B224 · B225 · B226 · B227 · B228 · B229 · B230 · B231 · B233 · B234 · B235 · B236 · B237 · B238 · B239 · B241 · B249 · B250 · B251 · B252 · B253 · B254 · B255 · B256 · B257 · B258 · B259 · B260 · B261 · B262 · B263 · B264 · B265 · B266 · B267 · B268 · B269 · B270 · B271 · B272 · B274 · B275 · B277a · B278 · B279 · B284 · B288 · B323 · B324 · B326 · B327 · B399 · B400 · B403 · B405 · B406 · B407 · B409 · B410 · B411 · B412 · B413 · B414 · B416 · B417 · B418 · B419 · B420 · B421 · B422 · B423 · B424 · B426 · B427 · B428 · B429 · B448 · B449 · B450 · B451 · B452 · B453 · B454 · B455 · B456 · B457 · B458 · B459 · B460 · B469 · B473 · B474 · B475 · B476 · B477 · B478 · B479 · B480 · B481 · B482 · B483 · B484 · B485 · B486 · B487 · B488 · B489 · B499 · B504 · B506 · B507 · B508 · B509 · B510 · B511 · B513 · B514 · B515 · B516 · B517 · B519 · B520 · B521 · B525 · B528 · B611